# Кари, Рина Ронья
Рина Ронья Кари (дат. Rina Ronja Kari; род. 15 февраля 1985 года) — датская политическая деятельница левого толка, депутат Европейского парламента с 2014 года. Состоит в леворадикальной Красно-зелёной коалиции, избрана от Народного движения против ЕС, входит в группу Европарламента Европейские объединенные левые / Лево-зелёные Севера (GUE / NGL).

## Биография
Рина Ронья Кари изучала математику в Университете Роскилле, занимала пост в профсоюзе. В 2004 году она была избрана пресс-секретарём организации «Молодёжь против ЕС». В 2008 году вошла в руководство Народного движения против ЕС, и оно выставляло её кандидатуру в Европарламент на втором месте в своём списке. Она сменила Сёрена Сённергора в качестве депутата Европарламента от Народного движения против ЕС, победив на выборах в Европейский парламент в мае 2014 года. На следующих выборах её однопартиец Николай Виллумсен был избран уже непосредственно от Красно-зелёной коалиции, а не Народного движения против ЕС.